# Edward Dufner
Edward Dufner, né à Buffalo (New York) le 5 octobre 1871 et mort le 1er octobre 1957 à Short Hills, est un peintre américain.

## Biographie
Élève de James Abbott McNeill Whistler, membre du Salon des artistes français, il y obtient une mention honorable en 1902. 